# 融360
融360是中華人民共和國一個金融產品（信用卡、理財產品）搜索、比較以及網絡貸款网站，总部位于北京，成立于2011年10月。該網站的运营主体为北京融世纪信息技术有限公司。
融360由叶大清、陆佳彦以及刘曹峰联合创办，去哪儿网创始人庄辰超也被列入了创始人的阵营当中。

## 融资
2012年3月，融360獲得A輪融資。截至2014年，它已經歷兩輪融資。

## 批评与争议
2019年，中国央视3•15晚会曝光了“714高炮”黑幕，融360被重点点名。
2019年6月，融360因发布违法广告被罚款70万元。
2019年7月，融360遭到中国工信部点名，存在非法收集个人信息问题。

## 外部連結
- 官方网站